# Station Bad Lauterberg im Harz Barbis
Station Bad Lauterberg im Harz Barbis (Haltepunkt Bad Lauterberg im Harz Barbis, ook wel geschreven als Bad Lauterberg im Harz-Barbis) is een spoorwegstation in de Duitse plaats Barbis, in de deelstaat Nedersaksen. Het station ligt aan de spoorlijn Northeim - Nordhausen. Tot 12 december 2004 had Bad Lauterberg im Harz zijn eigen station aan de spoorlijn tussen Scharzfeld en Sankt Andreasberg. Vanaf dat moment moesten treinreizigers gebruik maken van het station Scharzfeld, ongeveer 4,5 kilometer ten oosten van het centrum bij de aansluiting van beide spoorlijnen. Op 11 december 2005 werd ook deze halte gesloten en vervangen door de huidige halte in Barbis, dichterbij Bad Lauterberg im Harz.

## Indeling
Het station beschikt over twee zijperrons, die niet zijn overkapt maar voorzien van abri's. De perrons liggen in bajonetligging en zijn verbonden via een overweg in de straat Barbiser Straße die tussen perrons loopt. De perrons worden verwarmd door een mix van zonne-energie en aardwarmte, wat het sneeuwruimen vergemakkelijkt. Rondom het station zijn er een aantal parkeerplaatsen en fietsenstallingen. In de straat Barbiser Straße bevindt zich de bushalte van het station. 

## Verbindingen
De volgende treinseries doen het station Bad Lauterberg im Harz Barbis aan:
| Serie | Treinsoort                   | Route                                                                                      | Bijzonderheden                                                         |
| ----- | ---------------------------- | ------------------------------------------------------------------------------------------ | ---------------------------------------------------------------------- |
| RB 80 | Regionalbahn (DB Regio Nord) | Göttingen – Northeim (Han) – Herzberg (Harz) – Bad Lauterberg im Harz Barbis – Nordhausen  | Eenmaal per twee uur                                                   |
| RB 81 | Regionalbahn (DB Regio Nord) | Nordhausen – Bad Lauterberg im Harz Barbis – Herzberg (Harz) – Northeim (Han) – Bodenfelde | Eenmaal per twee uur; versterkingsritten tussen Bodenfelde en Northeim |